# Arca (sépulture)
Pour les articles homonymes, voir arca.
Une arca désigne en corse une fosse commune. On en trouvait dans les cimetières communaux et dans les églises. Ce mode d'inhumation s’inscrit dans le mouvement plus général de la piété baroque (XVIIe siècle-XVIIIe siècle), mais a perduré vraisemblablement jusqu’au XIXe siècle. 

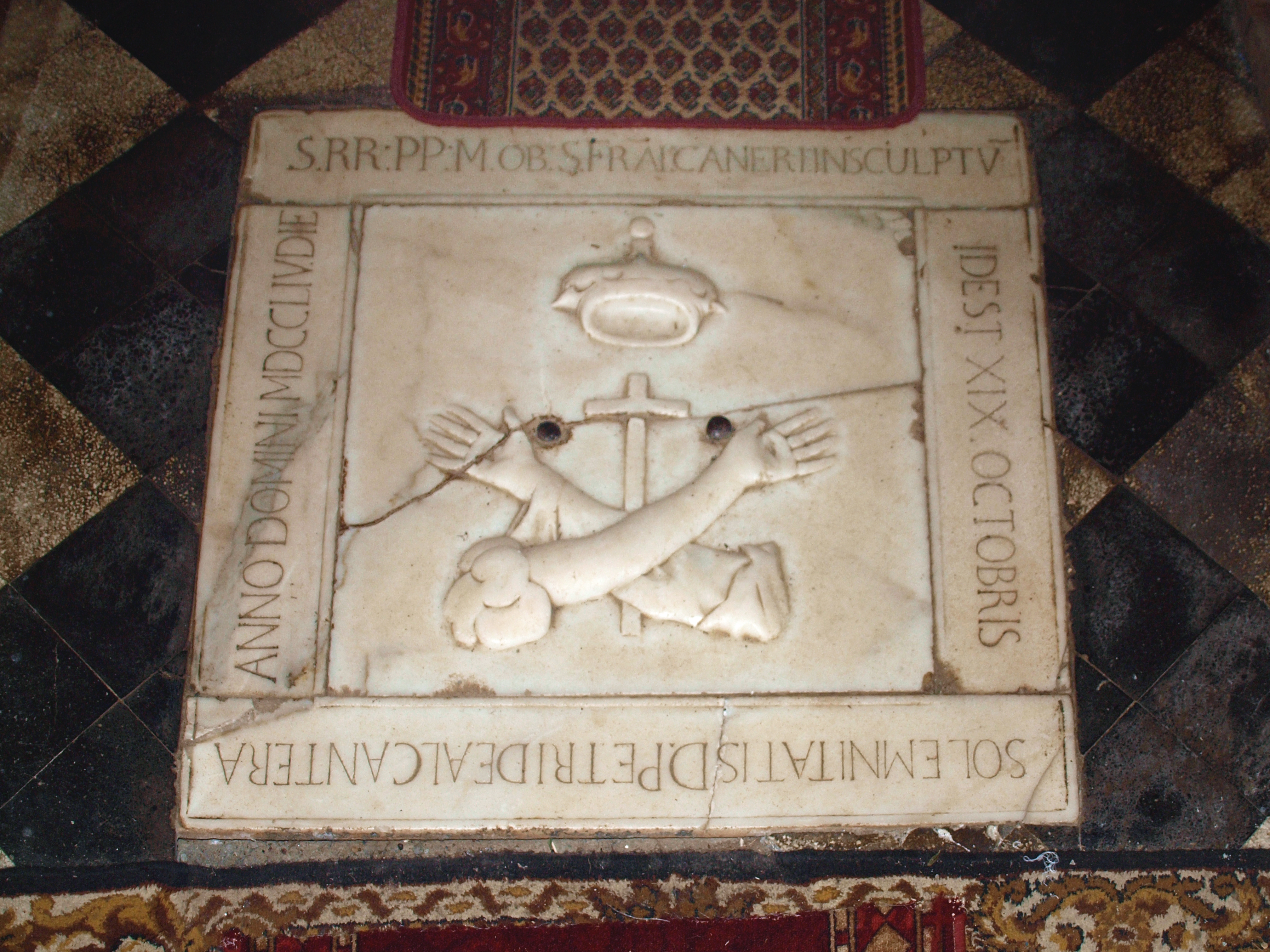
Plaque funéraire de 1754 (MH) dans l'église Saint-François à Canari.

## Définition
Arca vient du latin arca, ae, f., cellule, coffre ou cercueil. En corse, il désigne une « fosse commune » ou un « charnier » qui était situé dans une église ou à ses abords.
INFCOR, la banque de données en corse, donne la définition du mot arca (fosse commune) en langue corse : « Fossa cumuna custruita pè u più in chjesa, duve eranu sepolti i morti di a parochja ».

## Contexte de la pratique funéraire
Cette inhumation collective à l'intérieur d'une église ou dans ses abords immédiats s'inscrit dans une pratique commune à l'ensemble de l'Europe qui semble culminer au XVIIe siècle, avant de décroître au XVIIIe siècle, notamment pour des raisons hygiénistes, mais de manière non uniforme selon les régions. Ainsi, selon Régis Bertrand, « l’immédiate proximité des morts et des vivants semble exister dans la plupart des régions de l’Europe occidentale dans le second tiers du XVIIIe siècle, sous deux formes : les cimetières sont souvent proches des lieux de culte et des habitations, fréquemment établis à l’intérieur des enceintes urbaines. Une partie des cadavres est inhumée à l’intérieur des lieux de culte ».

## Histoire

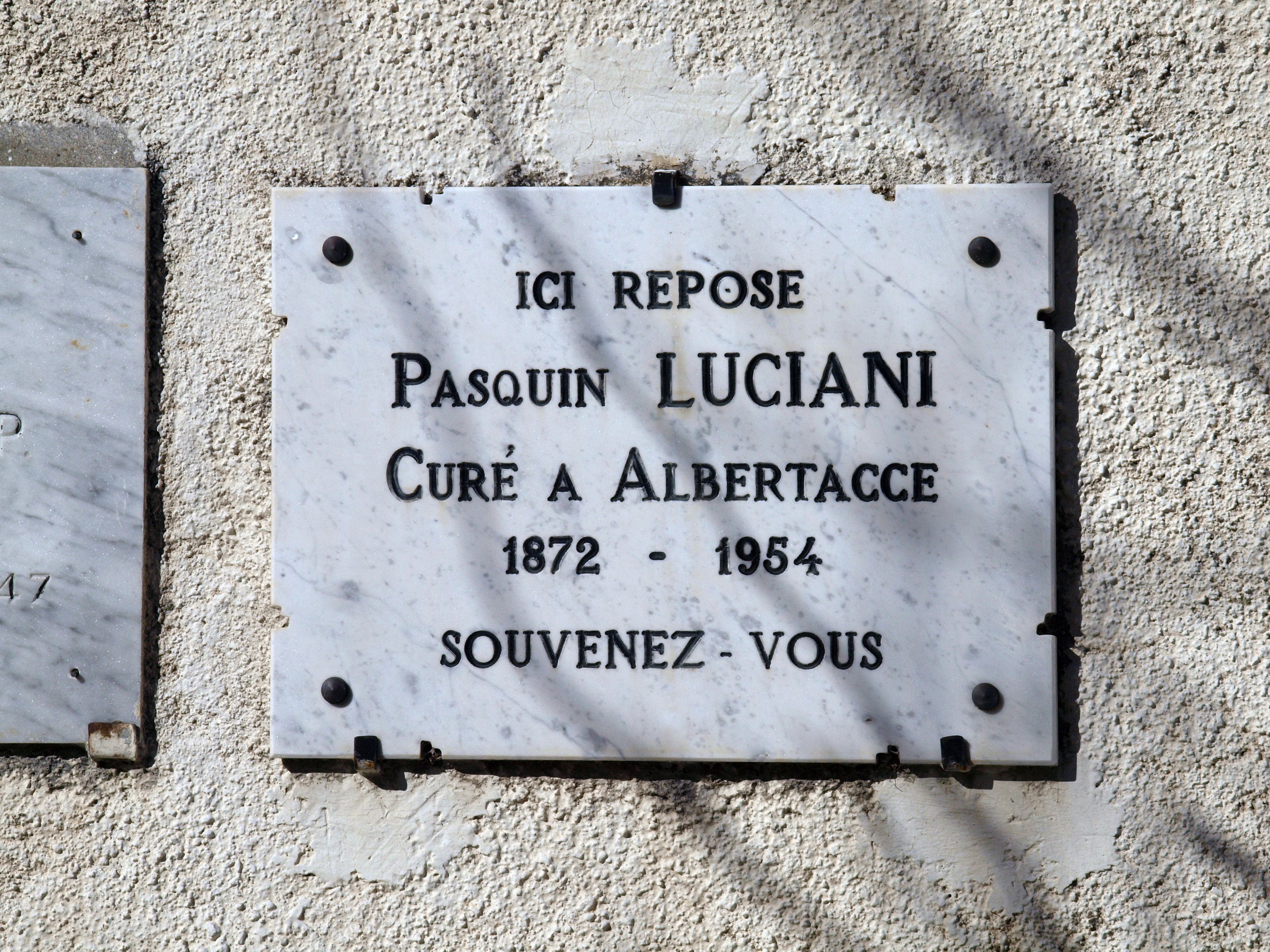
Plaque sur l'église paroissiale Sainte-Marie à Albertacce.

En Corse, les sépultures datant de la période médiévale et situées à proximité des chapelles romanes sont abandonnées progressivement à partir du début du XVIe siècle au profit de lieux consacrés et couverts. Ces nouveaux usages funéraires sont explicitement mentionnés dans la majorité des testaments de l'époque. Pour répondre à ces demandes, des arche sont aménagées dans le sous-sol des églises baroques de l'île. Ces églises, selon leur superficie et leur configuration, peuvent contenir plusieurs arche qui permettent de répartir les dépouilles au moins entre trois catégorises: les laïcs qui sont les plus nombreux, les clercs et les enfants morts avant d'avoir reçu le sacrement de la communion.
Ces inhumations collectives sont interdites dans les églises de Corse par un édit royal de 1776, et un décret révolutionnaire de 1789 renouvèle l'interdiction, ainsi que Napoléon Ier en 1804. Toutefois cette pratique, commune à la Corse et aux zones les plus élevées des Alpes, semble avoir été poursuivie en dehors des églises jusqu'à la fin du XIXe siècle, voire au début du XXe siècle. Elle est attestée dans quelques localités des Alpes-Maritimes en 1804 dans l’enquête de l’an XII sur les lieux consacrés aux inhumations. En milieu rural, les arche sont tout d'abord remplacées par des sépultures familiales, tandis que les cimetières communaux se répandent avant tout dans les villes pour n'atteindre la campagne qu'à partir des années 1940-1950. 

## Archerecensées
| Nom d'usage                                                                                               | Commune               | Département  | Datation                                                 | Références notice plateforme ouverte du patrimoine |
| --- | --------------------- | ------------ | -------------------------------------------------------- | -------------------------------------------------- |
| Arca | Giuncheto             | Corse-du-Sud | XIXe siècle (1er quart) ?                                | IA2A004008                                         |
| Ancienne chapelle à arca                                                                                  | Zévaco                | Corse-du-Sud | XVIIIe siècle                                            | PA00099124                                         |
| Chapelle San-Cervone                                                                                      | Lavatoggio            | Haute-Corse  | XIIIe siècle                                             | MHR94_20232B00037                                  |
| Arca di Carponu                                                                                           | Belvédère-Campomoro   | Corse-du-Sud | XIXe siècle (1er quart)                                  | IA2A004022                                         |
| Église Saint-Martin                                                                                       | Erbajolo              | Haute-Corse  | XIIe siècle ; XVIe siècle                                | MHR94_20232B00026                                  |
| Église paroissiale Saint-Nicolas de Bari                                                                  | Azzana                | Corse-du-Sud | Inconnue                                                 | IVR94_20092A00667                                  |
| Église paroissiale Saint-Gavin                                                                            | San-Gavino-di-Carbini | Corse-du-Sud | XIIe siècle ?) ; XVIIe siècle ? ; XIXe siècle (4e quart) | IA00071669                                         |
| Église de l'ancien couvent de Franciscains Saint-François d'Aregno (dalle funéraire des Frères prêcheurs) | Corbara               | Haute-Corse  | XIXe siècle (3e quart)                                   | IM2B002612                                         |
| Église Saint-Albert                                                                                       | Sollacaro             | Corse-du-Sud | XVIe siècle ; XVIIIe siècle ; XIXe siècle                | IA2A000676                                         |
| Chapelle Sainte-Marie                                                                                     | Levie                 | Corse-du-Sud | XIXe siècle (2e quart) ; XXe siècle (1re moitié)         | IA00071653                                         |